# POLR2C
 Субъединица RPB3 ДНК-управляемой РНК-полимеразы II  — фермент, кодируемый у человека геном  POLR2C .

## Функция
Этот ген кодирует третью по величине субъединицу РНК-полимеразы II, полимеразы, ответственной за синтез мессенджера РНК у эукариот. Продукт этого гена содержит богатую цистеином область и существует в виде гетеродимера с другой полимеразной субъединицей, POLR2J. Эти две субъединицы образуют основной блок полимеразы. Псевдоген был идентифицирован на хромосоме 21.

## Взаимодействия
POLR2C, как было выявлено, взаимодействуют с:
- ATF4,[3]
- CCHCR1,[4]
- Myogenin,[5]
- POLR2A,[6]
- POLR2B,[6]
- POLR2E[6]
- POLR2F,[6]
- POLR2G,[6]
- POLR2H,[6]
- POLR2J,[6][5]
- POLR2K,[6]
- POLR2L,[6]
- TAF15.[7]